# Táfoi ton Vasiléon
Táfoi ton Vasiléon är en fornlämning i Cypern.   Den ligger i distriktet Eparchía Páfou, i den västra delen av landet, 100 km sydväst om huvudstaden Nicosia. Táfoi ton Vasiléon ligger 18 meter över havet. Den ligger på ön Cypern.
Terrängen runt Táfoi ton Vasiléon är platt åt sydost, men åt nordost är den kuperad. Havet är nära Táfoi ton Vasiléon åt sydväst. Närmaste större samhälle är Pafos, 1,7 km öster om Táfoi ton Vasiléon. Trakten runt Táfoi ton Vasiléon är i huvudsak tätbebyggd.